# اکونا (میسیسیپی)
اکونا، می‌سی‌سی‌پی (به انگلیسی: Acona, Mississippi) در ایالات متحده آمریکا است که در ایالت میسیسیپی واقع شده‌است.

## خصوصیات
اکونا ۱۰۷٫۹ متر بالاتر از سطح دریا واقع شده‌است.